# サーチライト (アルバム)
『サーチライト』は、日本のロックバンド、メレンゲの通算3枚目のミニアルバム。

## 概要
- ワーナーミュージックジャパンへ移籍後初の音源。メジャーデビュー作である。メンバー曰く「（インディーズとメジャーの）架け橋のような作品」[1]。
- 本作は新曲2曲＋インディーズ時代に発表した楽曲のリメイク3曲で構成。クボ曰くこの3曲にした理由は、「ライブで感触があった曲だったから」[1]。

## 収録曲
1. 夕凪' (5:07)
2. グレゴリー (4:12)
3. 春雨の午後 (5:01)
2ndミニアルバム「少女プラシーボ」収録曲。
4. 輝く蛍の輪 (4:38)
2ndミニアルバム「少女プラシーボ」収録曲。
5. 初恋のオマケ (5:26)
インディーズ時代の1stシングル曲。

全作詞・作曲：クボケンジ　編曲：メレンゲ・亀田誠治